# Gymnothorax castlei
Gymnothorax castlei es una especie de pez de la familia de los morénidas en el orden de los Anguilliformes.

## Morfología
Los machos pueden llegar a alcanzar los 22,9 cm de longitud total.

## Distribución geográfica
Se encuentra en las Filipinas, Indonesia e Australia (Gran Barrera de Coral ).